# Kornblumova oxidace
Kornblumova oxidace je organická oxidační reakce, při které se mění alkylhalogenidy a tosyláty na karbonylové sloučeniny.

## Mechanismus
Podobně jako u sulfoniových oxidací alkoholů na aldehydy při Kornblumových oxidacích vznikají alkoxysulfoniové ionty, které za přítomnosti zásad, jako je triethylamin, vstupují do eliminačních reakcí s aldehydy a ketony.
Prvním krokem je SN2 reakce, takže Kornblumovy oxidace podléhají podobným omezením ohledně použitelných odstupujících skupin, jako bimolekulární nukleofilní substituce. Zatímco jodidy jsou vhodné, tak ostatní halogenidy, i bromidy, často nejsou dost reaktivní, aby mohly být odstraněny dimethylsulfoxidem; přidáním určitých sloučenin, například tetrafluorboritanu stříbrného, ovšem lze rozmezí substrátů rozšířit, případně je přeměnit na alkyltosyláty.
U původní varianty reakce bylo možné použít pouze aktivované substráty, jako jsou benzyl- a α-halogenketony. Rozšíření spektra substrátů bylo dosaženo přeměnou halogenidových skupin na tosylové, které jsou lepšími odstupujícími skupinami, a náhradou dimethylsulfoxidu pyridin-N-oxidem či podobnými látkami. Na této obměně je založena Ganemova oxidace, u níž se používají různá N-oxidová činidla.